# عبد الله سلمان الخضير
عبد الله سلمان الخضير هو طبيب وسياسي عراقي، ولد في سامراء سنة 1920.
شغل منصب وزير الوحدة للفترة من 30 تموز 1968 حتى إلغاء هذه الوزارة أواسط السبعينات، كما شغل منصب وزير إعمار الشمال بالوكالة لحين تعيين سامي عبد الرحمن سنة 1970.